# Echiodon
Echiodon – rodzaj morskich ryb z rodziny karapowatych (Carapidae).

## Występowanie
Zachodni Indo-Pacyfik, Pacyfik, Atlantyk oraz zachodni obszar Morza Śródziemnego.

## Klasyfikacja
Gatunki zaliczane do tego rodzaju:
- Echiodon anchipterus
- Echiodon atopus
- Echiodon coheni
- Echiodon cryomargarites
- Echiodon dawsoni
- Echiodon dentatus – echiodon śródziemnomorski[3]
- Echiodon drummondii – echiodon[4]
- Echiodon exsilium
- Echiodon neotes
- Echiodon pegasus
- Echiodon pukaki
- Echiodon rendahli